# СКА-1946
«СКА-1946» (в 1979—1982 годах — ВИФК, в 1982—1986 годах — «Звезда» (Оленегорск), в 1986—1989 годах «Звезда» (Ленинград), в 1989—2009 годах — СКА-2) — молодёжная команда по хоккею с шайбой из Санкт-Петербурга, выступает в чемпионате МХЛ. Входит в систему СКА.

## История
Команда является одной из старейших молодёжных команд в России, впервые принявшей участие в чемпионате СССР (вторая лига) в сезоне 1979/80.
Первоначально была создана как команда Военного института физической культуры «ВИФК», заявленная во 2 лигу чемпионата СССР. В сезоне 1982/1983 команда переехала в заполярный город Оленегорск, получив название «Звезда», и через два года добилась права играть в 1 лиге, где продержалась 2 сезона. С сезона 1986/1987 команда вернулась в Ленинград, с 1989 года получила название СКА-2.

### Лучшие бомбардиры команды
- 2009/10 — Ярослав Горбаченко — 66 (17+49)
- 2010/11 — Никита Точицкий — 75 (19+56)
- 2011/12 — Юрий Скворцов — 45 (22+23)
- 2012/13 — Александр Барабанов — 81 (39+42)
- 2013/14 — Денис Орлович-Грудков — 52 (20+32)
- 2014/15 — Иван Ларичев — 66 (32+34)
- 2015/16 — Максим Мальцев — 37 (18+19)
- 2016/17 — Павел Кукштель — 44 (17+27)
- 2017/18 — Кирилл Петьков — 49 (20+29)
- 2018/19 — Алексей Ожгихин — 51 (26+25)
- 2019/20 — Александр Гордин — 68 (39+29)
- 2020/21 — Матвей Мичков — 56 (38+18)
- 2021/22 — Дмитрий Бучельников — 75 (41+34)
- 2022/23 — Иван Демидов — 62 (19+43)
- 2023/24 — Иван Демидов — 60 (23+37)

Новая история команды началась одновременно с созданием Молодёжной хоккейной лиги — 26 марта 2009 года. После того, как лигой было принято решение переименовать молодёжные команды, так, чтобы в них не было «двоек», указывающих на молодёжный состав команд, на официальном сайте ХК СКА был проведён опрос, который предлагал выбрать респондентам название молодёжного клуба между тремя вариантами: «СКА-1946», «Армейцы с Невы» и «Звезда». В итоге, 8 июня по результатам опроса было принято решение взять первый вариант. Цифра 1946 обозначает год основания петербургского клуба, принявшего участие в первом чемпионате СССР по хоккею. 17 апреля 2010 года наставник клуба Айван Занатта был назначен главным тренером основной команды СКА. Главным тренером команды стал Сергей Пушков. Однако ему пришлось по семейным обстоятельствам уехать в Норвегию, и вместо него главным тренером был назначен Андрей Андреев. Также на посту главного тренера был Михаил Кравец.
В сезоне 2014-15 СКА-1946 стал финалистом Кубка Харламова. По итогам серии с нижегородской «Чайкой» команда стала серебряным призёром чемпионата, показав лучший результат за свою историю.
В сезоне 2016-17 главным тренером команды стал Михаил Милёхин. Также в штаб вошли старший тренер Максим Соколов и тренер нападающих Юрий Добрышкин. Под их руководством команда в сезоне 2017-18 во второй раз в истории добралась до финала Кубка Харламова, но вновь уступила, на сей раз — ярославскому «Локо».
В сезоне 2019-20 клуб возглавил Лев Бердичевский. Тренерский штаб состоит из тренера вратарей Максима Соколова, тренера Алексея Бабинцева, Альберта Лещева (присоединился к команде в декабре 2019 года) и тренера по ОФП Ильи Гребенникова. Уверенно заняв первое место по итогам регулярного чемпионата, команда вышла в плей-офф и прошла первый раунд, после чего сезон был остановлен из-за пандемии коронавируса. Впоследствии команда получила золотые медали Первенства России среди юниоров до 21 года как победитель регулярного чемпионата МХЛ.
Сезон 2020-21 команда вновь начала под руководством Бердичевского, однако в феврале специалист был отправлен в отставку. Его место занял Альберт Лещев, под руководством которого команда завершила сезон в 1/4 финала Кубка Харламова.
Сезон 2021-22 команда начала под руководством Дмитрия Вершинина, сезоном ранее возглавлявшего «СКА-Варяги», однако после пяти поражений подряд на старте чемпионата он был отправлен в отставку. Команду принял Илья Горбушин, а в январе на его место пришёл Владимир Филатов. Команда завершила регулярный чемпионат на втором месте, и по итогам сезона смогла впервые в своей истории завоевать Кубок Харламова, одолев в финале в шести матчах московскую «Красную Армию».

## Текущий тренерский штаб
- Главный тренер — Герман Титов
- Тренер — Павел Канарский
- Тренер — Вячеслав Солодухин
- Тренер вратарей — Сергей Щукин
- Тренер по ОФП — Гребенников Илья Вахтангович

## Ежегодные результаты

### Регулярный чемпионат
Примечание: И — количество игр, В — выигрыши в основное время, ВО — выигрыши в овертайме, ВБ — выигрыши по буллитам, ПО — проигрыши в овертайме, ПБ — проигрыши по буллитам, П — проигрыши в основное время, ГЗ — голов забито, ГП — голов пропущено, О — очки, М — место по итогам регулярного чемпионата в общей таблице чемпионата МХЛ.
| Сезон   | И  | В  | ВО | ВБ | ПБ | ПО | П  | О   | ГЗ  | ГП  | М  |
| ------- | -- | -- | -- | -- | -- | -- | -- | --- | --- | --- | -- |
| 2009-10 | 66 | 33 | 3  | 3  | 4  | 1  | 22 | 116 | 203 | 163 | 4  |
| 2010-11 | 56 | 22 | 1  | 3  | 6  | 3  | 21 | 83  | 151 | 149 | 18 |
| 2011-12 | 60 | 29 | 1  | 3  | 8  | 2  | 17 | 105 | 177 | 145 | 11 |
| 2012-13 | 64 | 30 | 2  | 8  | 4  | 2  | 18 | 116 | 204 | 152 | 9  |
| 2013-14 | 56 | 25 | 2  | 3  | 3  | 2  | 21 | 90  | 174 | 168 | 17 |
| 2014-15 | 56 | 26 | 2  | 6  | 4  | 1  | 17 | 99  | 198 | 171 | 9  |
| 2015-16 | 42 | 22 | 0  | 3  | 1  | 2  | 14 | 75  | 126 | 98  | 11 |
| 2016-17 | 56 | 32 | 7  | 3  | 1  | 4  | 9  | 121 | 178 | 114 | 2  |
| 2017-18 | 64 | 49 | 1  | 1  | 3  | 1  | 9  | 155 | 217 | 103 | 2  |
| 2018-19 | 64 | 44 | 5  | 1  | 4  | 1  | 9  | 105 | 230 | 112 | 1  |
| 2019-20 | 64 | 44 | 7  | 4  | 2  | 2  | 5  | 114 | 278 | 107 | 1  |
| 2020-21 | 64 | 40 | 3  | 1  | 3  | 2  | 15 | 93  | 242 | 134 | 5  |
| 2021-22 | 64 | 42 | 3  | 0  | 6  | 4  | 9  | 100 | 258 | 134 | 2  |

### Плей-офф
- Сезон 2009—2010

1/8 финала: СКА-1946 — Омские ястребы — 2-3 (2:1ОТ, 2:1, 3:4, 0:4, 0:1ОТ)
- Сезон 2010—2011

Участие не принимали
- Сезон 2011—2012

1/8 финала: СКА-1946 — Красная армия — 2-3 (5:2, 2:3ОТ, 3:2, 2:7, 1:2ОТ)
- Сезон 2012—2013

1/8 финала: СКА-1946 — Динамо-Шинник — 3-1 (1:4, 4:1, 4:2, 8:1)
1/4 финала: СКА-1946 — МХК Спартак — 0-3 (0:4, 0:5, 2:6)
- Сезон 2013—2014

1/16 финала: СКА-1946 — Русские витязи — 3-0 (4:3, 3:0, 3:1)
1/8 финала: СКА-1946 — Локо — 3-1 (2:3Б, 3:2, 2:1ОТ, 3:1)
1/4 финала: СКА-1946 — Красная армия — 0-3 (1:4, 0:6, 3:4ОТ)
- Сезон 2014—2015

1/16 финала: СКА-1946 — Динамо Спб — 3-0 (5:4Б, 4:2, 9:5)
1/8 финала: СКА-1946 — ХК МВД — 3-1 (3:2Б, 1:4, 5:1, 7:3)
1/4 финала: СКА-1946 — Красная армия — 3-0 (4:3Б, 4:1, 3:2ОТ)
1/2 финала: СКА-1946 — Белые медведи — 3-1 (1:0, 3:2ОТ, 4:5, 4:3)
Финал: СКА-1946 — Чайка — 1-4 (0:8, 1:4, 1:3, 4:1, 0:2)
- Сезон 2015—2016

1/8 финала: СКА-1946 — Алмаз — 0-3 (1:5, 1:2ОТ, 0:3)
- Сезон 2016—2017

1/8 финала: СКА-1946 — Чайка — 3-2 (3:2, 2:3ОТ, 2:0, 2:3, 3:2)
1/4 финала: СКА-1946 — Алмаз — 1-3 (4:6, 5:4ОТ, 1:2, 0:3)
- Сезон 2017—2018

1/8 финала: СКА-1946 — МХК Крылья Советов — 3-0 (6:3, 4:2, 5:3)
1/4 финала: СКА-1946 — МХК Спартак — 3-0 (2:0, 4:2, 4:1)
1/2 финала: СКА-1946 — Белые медведи — 3-1 (2:1Б, 4:1, 4:6, 4:2)
Финал: СКА-1946 — Локо — 2-4 (0:1Б, 3:2, 2:3, 1:0Б, 1:2, 3:7)
- Сезон 2018—2019

1/8 финала: СКА-1946 — СКА-Варяги — 3-1 (2:5, 4:3, 3:1, 6:1)
1/4 финала: СКА-1946 — Алмаз — 3-0 (3:2Б, 3:2Б, 5:0)
1/2 финала: СКА-1946 — Авто — 2-3 (3:2, 1:2ОТ, 2:3ОТ, 6:1, 1:2)
- Сезон 2019—2020

1/8 финала: СКА-1946 — Спартак — 3-1 (2:1Б, 1:2Б, 4:0, 4:1)
1/4 финала: СКА-1946 — Динамо СПб — чемпионат МХЛ прерван из-за пандемии
- Сезон 2020—2021

1/8 финала: СКА-1946 — Алмаз — 3-0 (3:2Б, 4:3, 5:2)
1/4 финала: СКА-1946 — Локо — 1-3 (2:5, 0:1ОТ, 3:1, 2:3)
- Сезон 2021—2022

1/8 финала: СКА-1946 — МХК Крылья Советов — 3-0 (5:4, 5:3, 2:1 ОТ)
1/4 финала: СКА-1946 — МХК Динамо М — 3-0 (5:1, 3:2, 6:2)
1/2 финала: СКА-1946 — Ирбис — 3-2 (4:5 Б, 4:1, 3:4 Б, 4:3 ОТ, 2:0)
Финал: СКА-1946 — Красная Армия — 4-2 (4:3 ОТ, 0:1 Б, 7:2, 6:2, 2:6, 3:2)

## Достижения клуба

### Кубок Харламова
- 🏆 Обладатель (2): 2021/2022,  2023/2024
- Финалист (3): 2014/2015, 2017/2018, 2024/2025

### Чемпионат Молодёжной хоккейной лиги
- Чемпион (3): 2019/2020[8], 2021/2022, 2023/2024
- Серебряный призёр (3): 2014/2015, 2017/2018, 2024/2025
- Бронзовый призёр (2): 2018/2019[9], 2022/2023[10]

### Первенство Вооружённых сил СССР
- Чемпион (2): 1981, 1983
- Серебряный призёр (2): 1990, 1991
- Бронзовый призёр (2): 1980, 1982

## Участники Кубка Вызова МХЛ
- 2010 — Евгений Иванников В, Ярослав Горбаченко Н, Никита Точицкий Н
- 2011 — Никита Точицкий Н, Альберт Конозов Н
- 2012 — Евгений Иванников В, Юрий Скворцов Н
- 2013 — Александр Барабанов Н
- 2014 — Денис Орлович-Грудков Н
- 2015 — Борис Костыгов З
- 2016 — Владислав Валенцов З, Иван Володин Н
- 2017 — Владислав Сёмин З, Алексей Ожгихин Н
- 2018 — Евгений Калабушкин З, Евгений Царюк Н
- 2019 — Никита Лысенков В, Кирилл Марченко Н, Иван Морозов Н
- 2020 — Дмитрий Николаев В, Арслан Яруллин З, Алексей Цыплаков Н
- 2022 — Давид Мамаладзе Н, Иван Демидов Н